# Texas Patti
Texas Patti (Münster, Renania del Norte-Westfalia; 3 de enero de 1982) es una actriz pornográfica y modelo erótica alemana.

## Biografía
Texas Patti, nombre artístico de Bettina Habig, nació en enero de 1982 en el land alemán de Renania del Norte-Westfalia, siendo todavía parte de la República Federal Alemana. Antes de entrar en la industria pornográfica trabajó como asistente dental durante 16 años. Durante esta etapa, paralelamente a su trabajo como asistente dental, comenzó a dar sus primeros pasos en la industria pornográfica de una manera amateur, frecuentando sitios swinger con su pareja y subiendo sus vídeos a portales en línea. Cuando su perfil salió a la luz, perdió su trabajo, momento en que decidió pasarse a tiempo completo al cine X.
Sus primeros trabajos en su nueva etapa comenzaron en 2011, cuando Texas Patti tenía 29 años. Como actriz, ha trabajado para estudios tanto europeos como estadounidenses, destacando Evil Angel, 3rd Degre, Girlfriends Films, Naughty America, Girlsway, Magma, Devil's Film, Hard X, Brazzers, Hustler o Private, entre otros.
Ha destacado en Alemania por ser modelo e imagen promocional de diversas empresas y marcas de la industria, como Happy Weekend (2012) o Novum GmbH, marca erótica alemana desde 2014, así como de 777 Webcams y Erotic Lounge (Telekom). Desde 2015 es también imagen comercial de Beate-Uhse.TV.
Si bien sus comienzos en la industria fueron exclusivamente en Europa, desde 2016 comenzó a alternar su actividad con producciones norteamericanas, teniendo una mayor presencia en esta, algo que se pudo ver en las nominaciones que recibió en los Premios AVN durante 2017 y 2018.
A mediados de 2018 rodó su primera película en el mercado americano como directora, Fucked in Hollywood, con John Strong, Carmen Caliente y Lisey Sweet.
En 2025 fue incluida en el Salón de la fama de AVN.
Ha participado en más de 310 películas.
Algunas películas suyas son Anal Craving MILFs 5, Ass Workout 3, Big Black Cock 3, Chocolate Loving MILFs, Gangbang Stars 2, Hausfrau Holidays, I Caught My Wife Fucking the Help! 2, Mein Sex Tagebuch 3 o Whistleblower.

## Premios y nominaciones
| Año  | Ceremonia                         | Resultado | Premio                                                       | Trabajo                                                  |
| ---- | --------------------------------- | --------- | ------------------------------------------------------------ | -------------------------------------------------------- |
| 2012 | Premios Venus                     | Nominada  | Mejor debutante                                              | —                                                        |
| 2012 | Miss Hot and More by Hot and More | Ganadora  | Chica más caliente del año                                   | —                                                        |
| 2013 | Erotic Lounge Awards              | Ganadora  | Premio fan: Mejor actriz                                     | —                                                        |
| 2013 | Premios Venus                     | Ganadora  | Mejor escena de sexo seguro                                  | One Night in Bangcock                                    |
| 2014 | Erotic Lounge Awards              | Ganadora  | Premio fan: Mejor actriz                                     | —                                                        |
| 2015 | Erotic Lounge Awards              | Ganadora  | Premio fan: Mejor actriz                                     | —                                                        |
| 2015 | Premios Venus                     | Ganadora  | Mejor actriz alemana                                         | —                                                        |
| 2016 | Premios Venus                     | Ganadora  | Mejor actriz                                                 | —                                                        |
| 2016 | Premios Venus                     | Ganadora  | Mejor actriz internacional                                   | —                                                        |
| 2016 | Premios Venus                     | Ganadora  | Mejor serie                                                  | Auto, Motor, Sex                                         |
| 2017 | Premios AVN                       | Nominada  | Premio fan: Culo más épico                                   | —                                                        |
| 2017 | Premios Venus                     | Ganadora  | Mejor actriz internacional                                   | —                                                        |
| 2017 | Premios Venus                     | Ganadora  | Mejor serie                                                  | Hüttenzauber                                             |
| 2018 | Premios AVN                       | Nominada  | Premio fan: Culo más épico                                   | —                                                        |
| 2018 | Premios AVN                       | Nominada  | Premio fan: MILF más caliente                                | —                                                        |
| 2018 | Premios AVN                       | Nominada  | Premio fan: Sitio web favorito de una estrella porno         | texas-patti.com                                          |
| 2018 | Inked Awards                      | Ganadora  | Mejor oral                                                   | —                                                        |
| 2018 | Premios XBIZ Europa               | Nominada  | Mejor escena de sexo gonzo                                   | Big Black Cock 3                                         |
| 2019 | Premios AVN                       | Nominada  | Artista femenina extranjera del año                          | —                                                        |
| 2019 | Premios AVN                       | Nominada  | Mejor escena de sexo de chico/chica en producción extranjera | Breakfast of Sex Champions                               |
| 2019 | Premios AVN                       | Nominada  | Premio fan: MILF más caliente                                | —                                                        |
| 2019 | Premios XBIZ                      | Nominada  | Mejor escena de sexo en realidad virtual                     | Piece of Cake                                            |
| 2019 | Premios XBIZ                      | Nominada  | Mejor escena de sexo en realidad virtual                     | Spread the Love                                          |
| 2019 | Premios XBIZ Europa               | Nominada  | Estrella crossover internacional                             | —                                                        |
| 2020 | Premios XBIZ                      | Nominada  | Mejor escena de sexo en película lésbica                     | Lesbian DP 2                                             |
| 2020 | Premios XBIZ Europa               | Nominada  | Mejor escena de sexo glamcore                                | The Bailiff is Working OVertime                          |
| 2021 | Premios AVN                       | Nominada  | Artista MILF/Cougar del año                                  | —                                                        |
| 2021 | Premios AVN                       | Nominada  | Mejor escena POV de sexo                                     | Hot Step Mom Texas Patti Starts Her Day With a Good Fuck |
| 2021 | Premios XBIZ                      | Nominada  | Mejor escena de sexo en realidad virtual                     | Sorority Hookup: Party Never Ends                        |
| 2021 | Premios XBIZ                      | Nominada  | Mejor escena de sexo en realidad virtual                     | ThanksSwinging Day                                       |
| 2022 | Premios AVN                       | Nominada  | Aparición mainstream del año                                 | —                                                        |
| 2022 | Premios XBIZ                      | Nominada  | Mejor escena de sexo en película gonzo                       | Glam Gonz                                                |